# EVZ Academy
EVZ Academy (celým názvem: Eissportverein Zug Academy) je švýcarský klub ledního hokeje, který sídlí ve městě Zug ve stejnojmenném kantonu. Jedná se o farmářský klub EV Zugu. Založen byl v roce 2016. Ihned po svém založení byl klub přihlášen do druhé nejvyšší soutěže. Od sezóny 2017/18 působí v Swiss League, druhé švýcarské nejvyšší soutěži ledního hokeje. Klubové barvy jsou modrá a bílá.

## Přehled ligové účasti
Zdroj:
- 2016–2017: National League B (2. ligová úroveň ve Švýcarsku)
- 2017– : Swiss League (2. ligová úroveň ve Švýcarsku)